# 卡斯特莱
卡斯特莱（荷蘭語：Kasterlee，荷蘭語發音：[ˈkɑstərleː]）是比利时弗拉芒大區安特衛普省蒂倫豪特區的一个市镇，通行荷蘭語，是弗拉芒社群的一部分，面积71.52平方千米，人口18,882人（2020年1月1日）。